# Liste der Comarcas in Kantabrien
Dies sind die Comarcas in Kantabrien, Spanien.

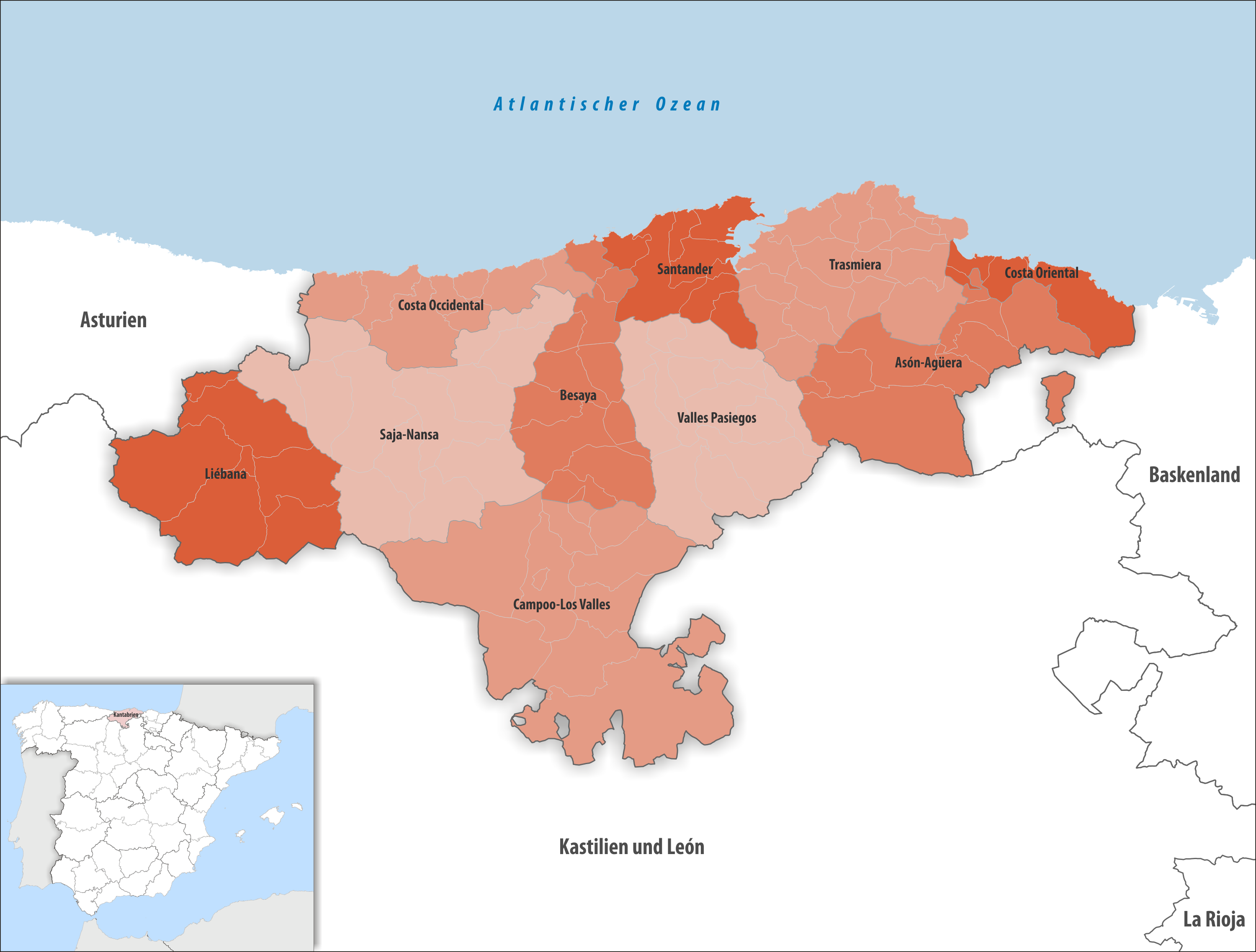
Comarcas in der autonomen Gemeinschaft Kantabrien

| Comarca           | Gemeinden | Einwohner (2024) | Fläche km² | Dichte Einw./km² | Hauptort                   |
| ----------------- | --------- | ---------------- | ---------- | ---------------- | -------------------------- |
| Asón-Agüera       | 9         | 15.591           | 566,77     | 28               | Ramales de la Victoria     |
| Besaya            | 11        | 90.771           | 431,48     | 210              | Torrelavega                |
| Campoo-Los Valles | 11        | 17.481           | 1.012,62   | 17               | Reinosa                    |
| Costa Occidental  | 8         | 19.502           | 319,39     | 61               | San Vicente de la Barquera |
| Costa Oriental    | 4         | 54.000           | 143,70     | 376              | Laredo                     |
| Liébana           | 7         | 5.243            | 576,57     | 9                | Potes                      |
| Saja-Nansa        | 12        | 23.602           | 855,67     | 28               | Cabezón de la Sal          |
| Santander         | 8         | 275.033          | 265,80     | 1.035            | Santander                  |
| Trasmiera         | 19        | 63.753           | 559,75     | 114              | Santoña                    |
| Valles Pasiegos   | 13        | 26.587           | 598,47     | 44               | Santa María de Cayón       |
| Provinz Cantabria | 102       | 591.563          | 5.330,22   | 111              | Santander                  |